# Joseph Paul Franken
Joseph Paul Franken (* 3. Januar 1900 in München-Gladbach; † 10. Januar 1980 in Bonn-Bad Godesberg) war ein deutscher Jurist, Verwaltungsbeamter und Politiker (CDU).

## Leben und Beruf
Joseph Paul Franken wurde am 3. Januar 1900 als Sohn eines Arztes und Sanitätsrates in München-Gladbach geboren. Nach dem Abitur 1917 am Stiftischen Humanistischen Gymnasium München-Gladbach und Ableistung des Kriegsdienstes studierte er zunächst Katholische Theologie und Kunstgeschichte an der Rheinischen Friedrich-Wilhelms-Universität Bonn. Später wechselte er die Fächer und nahm ein Studium der Rechts-, Staats- und Volkswirtschaftswissenschaften an den Universitäten in Bonn und Würzburg auf, das er mit dem Ersten Juristischen Staatsexamen abschloss. Er wurde jeweils aktives Mitglied der katholischen Studentenverbindungen KStV Westmark in Bonn und KStV Walhalla  in Würzburg im KV. Sein Referendariat absolvierte Franken bei den Regierungen in Köln und Münster, bestand 1928 das Zweite Juristische Staatsexamen und trat anschließend als Regierungsassessor in den Dienst der preußischen Innenverwaltung ein. Als solcher übte er von 1928 bis 1930 die Funktion des stellvertretenden Landrates des Kreises Paderborn aus.
1929 heiratete Franken Gertrud Horion, die Tochter des Landeshauptmanns der Rheinprovinz Johannes Horion. Aus der Ehe gingen drei Kinder hervor.
Franken wirkte seit 1930 als Hilfsreferent im Reichsarbeitsministerium. Er wechselte 1932 ins Reichsfinanzministerium und war bis 1938 gleichzeitig im Reichsministerium für Ernährung und Landwirtschaft tätig. Am 26. Februar 1940 beantragte er die Aufnahme in die NSDAP und wurde zum 1. April desselben Jahres aufgenommen (Mitgliedsnummer 8.012.080). Während seiner Laufbahn als Ministerialbeamter erhielt er 1933 die Ernennung zum Regierungsrat, 1938 die zum Oberregierungsrat und 1941 die zum Ministerialrat. 1945 schied er zunächst aus dem Staatsdienst aus.
1946 wurde Franken Landesdirektor im schleswig-holsteinischen Aufbau-, Flüchtlings- und Sozialministerium. Von 1947 bis 1949 war er Vorstandsvorsitzender der Arbeitsgemeinschaft für zeitgemäßes Bauen e. V. in Kiel. 1949 ging er nach Düsseldorf und leitete dort bis 1952 als Präsident das Landessiedlungsamt Nordrhein-Westfalen. 1951 wurde er zum Ministerialdirektor ernannt. Er war seit 1960 Vorsitzender der Gesellschaft für übernationale Zusammenarbeit, Präsident der Gesellschaft zur Förderung der inneren Kolonisation und seit 1961 Präsident des Katholischen Akademikerverbandes. Beim Regierungswechsel 1956 in Düsseldorf wurde Franken in den einstweiligen Ruhestand versetzt und wurde dann bis zu seiner Ernennung als Minister 1963 Vorstandsmitglied des Gerling-Konzerns, außerdem hatte er verschiedene Aufsichtsratsmandate inne. Von 1954 bis 1967 war er zudem Vorsitzender des Altherrenvereins seiner Bonner Studentenverbindung Westmark im KV, dem er zeitlebens verbunden blieb.
1959 wurde er von Kardinal-Großmeister Nicola Canali zum Ritter des Ritterordens vom Heiligen Grab zu Jerusalem ernannt und am 5. Dezember 1959 im Kölner Dom durch Lorenz Kardinal Jaeger, Großprior des Ordens, investiert.
Joseph Paul Franken starb am 10. Januar 1980 in Bad Godesberg.

## Politik
Franken war von 1952 bis 1956 Staatssekretär im Finanzministerium des Landes Nordrhein-Westfalen und amtierte vom 27. Juni 1963 bis zum 26. Juli 1966 als Minister für Landesplanung, Wohnungsbau und öffentliche Arbeiten in der von Ministerpräsident Franz Meyers geführten Landesregierung.

## Ehrungen
- 1965: Großes Verdienstkreuz mit Stern und Schulterband der Bundesrepublik Deutschland
- Komtur des Gregoriusordens
- Ritterorden vom Heiligen Grab zu Jerusalem